# Majerovce
Majerovce – wieś (obec) na Słowacji, położona w kraju preszowskim, w powiecie Vranov nad Topľou. Pierwsza wzmianka pisemna o miejscowości pojawiła się w roku 1363.
W roku 1960 nastąpiła elektryfikacja wsi, a w 1975 zbudowano prowadzącą przez miejscowość asfaltową szosę.
W miejscowości znajdują się rzymskokatolicki kościół Wniebowzięcia Marii Panny oraz greckokatolicka cerkiew Wniebowstąpienia Pana.

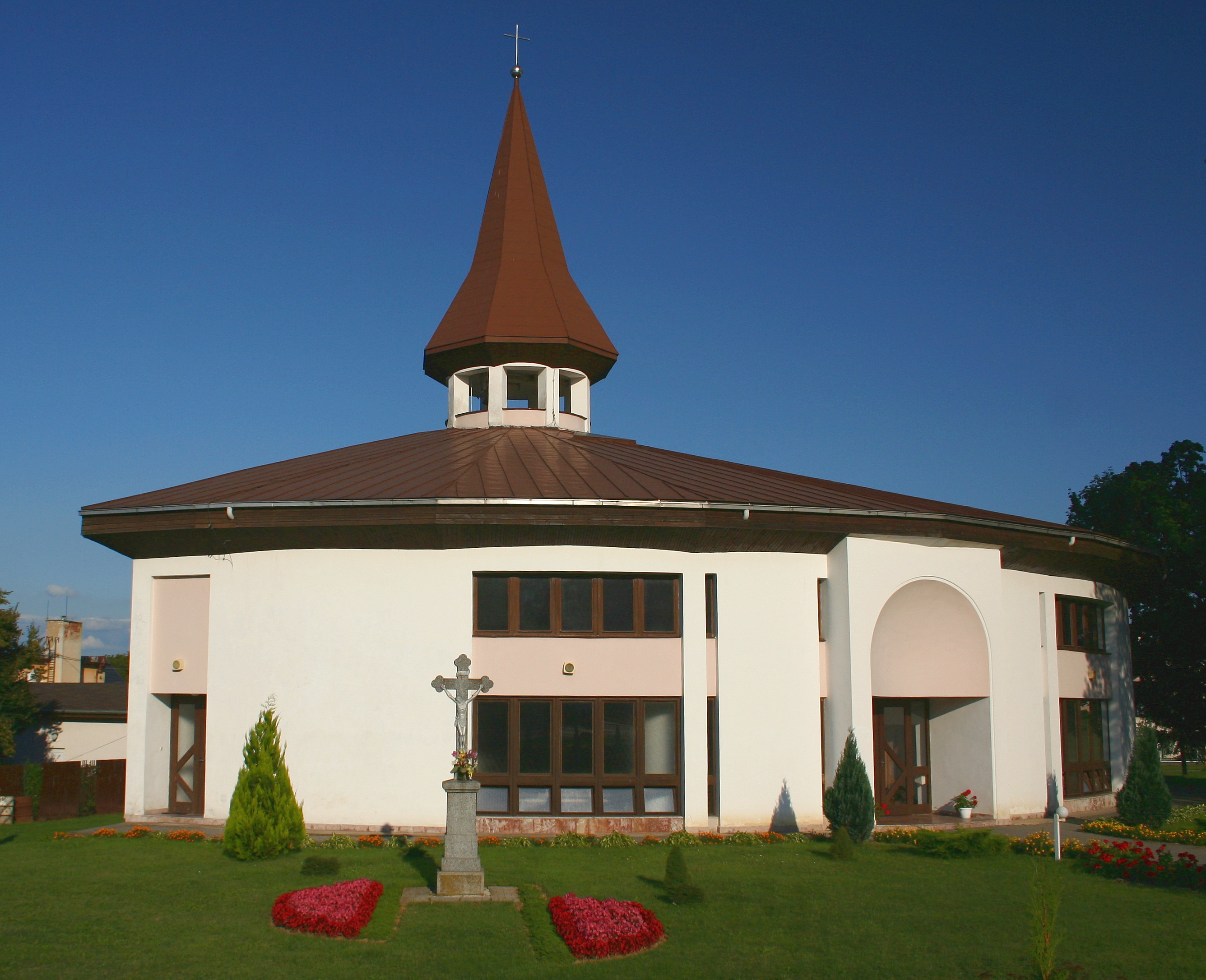
Kościół rzymskokatolicki
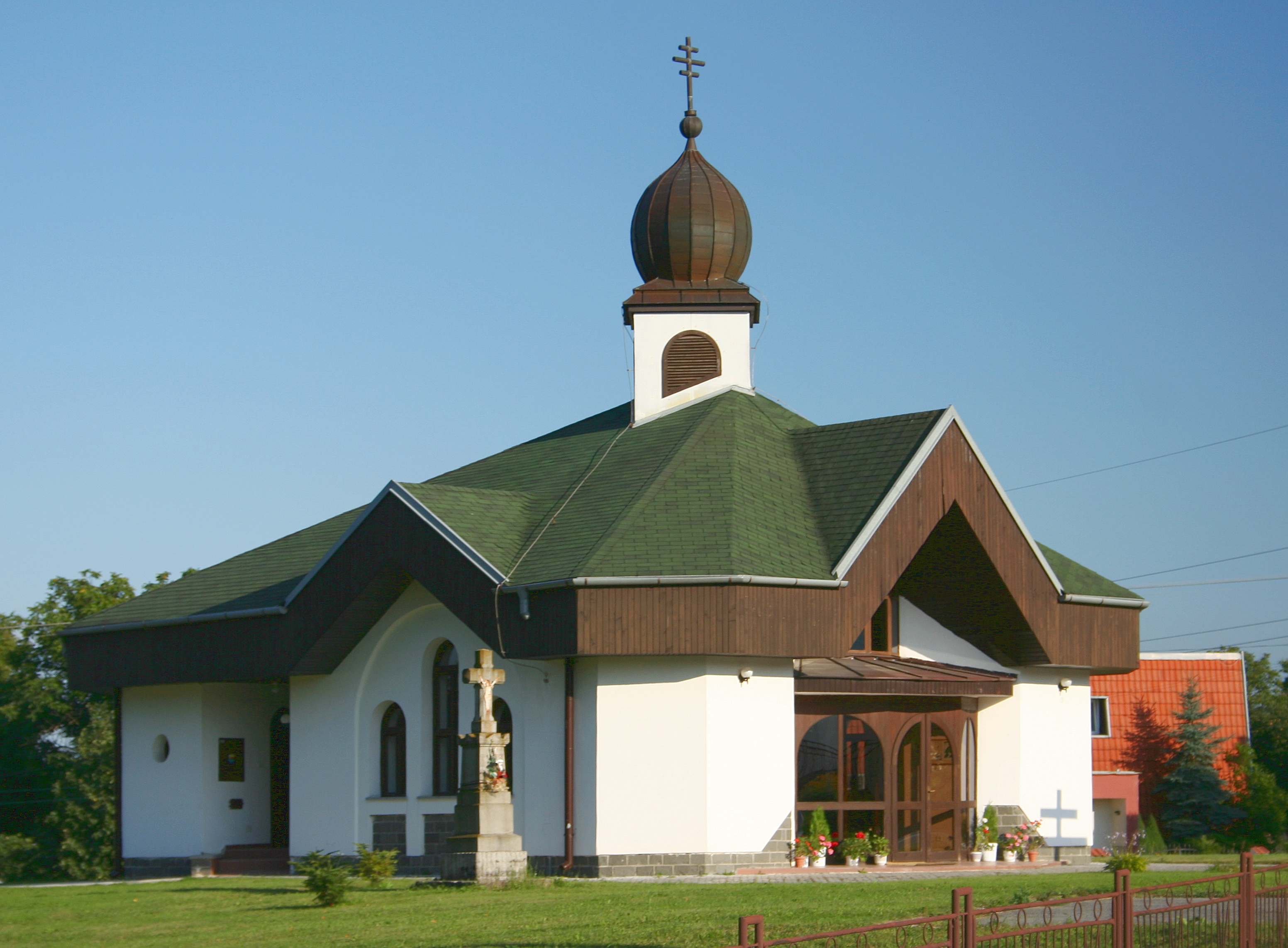
Cerkiew greckokatolicka